# 大久保今助
大久保 今助（おおくぼ いますけ）は、常陸水戸藩の郷士・奉行。

## 生涯
父親は久慈郡の亀作村（現：茨城県常陸太田市亀作町）の百姓で文蔵という。最初、江戸に出て商人になった。商売が成功して富豪になり、その手腕を藩主の徳川斉脩に認められて藩の勝手方に取り立てられた。水戸藩に多額の献金を行ない、勝手方として財務にも長け斉脩にその手腕を認められて文化14年（1817年）から文政11年（1828年）の間に何回にもわたって加増を受けた。また勘定奉行や勘定吟味役など財務の要職を独占している。
斉脩が亡くなると、藩の附家老である中山信守らと徳川将軍家から恒之丞（家斉の20男）を新藩主に迎えようとしたが、斉脩の弟である斉昭を擁する下士派に敗れた。そして斉昭が藩主になった年の12月に、老齢を理由にして小普請組に入れられ、事実上失脚、天保2年（1831年）8月に隠退し、天保5年（1834年）2月4日に死去した。享年78。
宮川政運の『俗事百工起源』によれば、鰻丼を発明した人物であるとされる。